# Маноиловский, Бранко
Бранко Маноиловский (алб. Branko Manojli, Branko Manoillovski, макед. Бранко Маноиловски, род. 2 августа 1941, Kičinica, Маврово и Ростуша) — македонский политик албанского происхождения, из православных. На парламентских выборах 2016 года баллотировался от Демократического союза за интеграцию и был избран в парламент Северной Македонии. Он рано эмигрировал в США, но вернулся в Македонию, чтобы продвигать албанскую идентичность среди ассимилированного албанского православного населения.

## Личная жизнь
Бранко родился у Зафирки и Манойло Маноиловских. Он закончил начальное образование в Беличице, среднюю школу в Гостиваре и среднюю школу в Тетово. В 1967 году он поступил в университет в Загребе на факультет сельскохозяйственной инженерии. В 1969 году он эмигрировал в США (где до сих пор живёт его семья), но после выхода на пенсию часто посещал Северную Македонию и в конце концов решил вернуться.

## Поддержка ЛГБТ
Он заявил, что поддерживает права ЛГБТ, но после негативной реакции со стороны его собственной политической партии подчеркнул, что это только его личные взгляды.